# فون‌پی
فون‌پی (انگلیسی: PhonePe)  یک شرکت پرداخت دیجیتال و خدمات مالی چند ملیتی هندی است، که در سال ۲۰۱۵ تأسیس شد.